# Sōta Satō
Sōta Satō (佐藤 颯汰 Satō Sōta?, Miyazaki, 21 de abril de 1999) es un futbolista japonés que juega como delantero en el Baleine Shimonoseki.

## Trayectoria

### Clubes
| Club                | País  | Año       |
| ------------------- | ----- | --------- |
| Giravanz Kitakyushu | Japón | 2018-2021 |
| Tegevajaro Miyazaki | Japón | 2022-2023 |
| Baleine Shimonoseki | Japón | 2024-     |